# アルファックスZ
『アルファックスZ』(英:Alphax Z)は、ED（エレクトロデザイン、カネコの別名義らしい）開発、ウッドプレイスによって発売されたアーケード用縦スクロールシューティングである。1986年5月より稼働。
舞台は宇宙で自機は戦闘機だが、パワーアップアイテムは招き猫で得点アイテムはネズミという奇妙な世界観が特徴。

## 概要

### システム
- 自機『ラピットファイヤー[1]』を8方向レバー＋2ボタン（ショット、ワープ）で操縦する。自機の移動には慣性が働く。
- 1エリアは4セクション（通常セクション3+ボーナスステージ1）で構成される。
- 各通常セクションでは最後に登場するボスキャラを破壊する、ボーナスステージでは最後まで到達するとセクションクリア。ENERGYゲージ残量がボーナス点として加算される。
- セクションはA～Zまでのアルファベットが名付けられており[2]、以降は『？』となる。
- 敵弾はボスの弾も含めて相殺可能だが、時々画面を左右に横切る様に飛来する特定の敵が発する弾だけは破壊不可能。
- 隕石にショットを当て続けると、その間は得点が入り続ける。

- ボス出現直前の警告音が発せられている時に飛来する緑色の丸い雑魚キャラを撃たないでおくと、画面内に残った雑魚の数×10,000点がボス破壊後のリザルトで加算される。
- 100,000点、300,000点、500,000点で残機が増える[1]。それ以外に後述のネズミを撃ち続ける事で残機を増やせる。

### パワーアップ
- 時々画面を横切る、見た目は招き猫の形をしている『宇宙猫[1]』を取得すると自機の形状が変化[3]し、ショットが4段階にパワーアップする。宇宙猫はショットで撃つと画面上方へ消えてしまう。

### ワープ
- ワープボタンを押下すると自機の周囲に『絶体絶命時用脱出バリアー[1]』が発生して高速スクロールが始まり、一時的に無敵状態となる。
- バリアー発生時は画面下のENERGYゲージが減少し続け、空になると使用できなくなる。
- 画面左右から飛来する『浮遊ドラム缶』を取得すると『宇宙給油システム[1]』によりENERGYゲージが回復する。ドラム缶を撃ち続けると徐々に小さくなり、最後は消えてしまう。

### ボーナスアイテム
- 時々画面を横切るネズミを撃ち続けるとセリフが変わっていき、『SPECIAL』と表示されると残機が増える。
- 時々飛来する隕石を破壊したり巨大隕石のどれかを撃ち続けると『小島の上で釣りをする男性』が出現しボーナス点が加算される。

### ボーナスステージ
- 隕石を避けながらドラム缶を回収していく。ドラム缶を回収しなくてもENERGYゲージは自然上昇する。

## 移植版
| No. | タイトル        | 発売日        | 対応機種 | 開発元 | 発売元             | メディア                       | 備考 |
| --- | --------------- | ------------- | -------- | ------ | ------------------ | ------------------------------ | ---- |
| 1   | アルファックスZ | 2022年4月19日 | Windows  | ED     | D4エンタープライズ | ダウンロード (プロジェクトEGG) |      |

## その他
- 『THE 26TH Z』の題名でロケテストされていたことがある。（タイトー販売）
- マイナーチェンジ版の『ミッション660(MISSION 660)』がタイトーから発売されている。2022年8月30日よりプロジェクトEGGにて配信開始[7][8][9]。